# Stålberget en Frostkågemarken
Stålberget en Frostkågemarken (Zweeds: Stålberget och Frostkågemarken) is een småort in de gemeente Skellefteå in het landschap Västerbotten en de provincie Västerbottens län in Zweden. Het småort heeft 54 inwoners (2005) en een oppervlakte van 15 hectare. Eigenlijk bestaat het småort uit twee plaatsen: Stålberget en Frostkågemarken. Het småort ligt in een open plaats omsloten door bossen en ligt vlak bij de wat grotere plaatsen: Drängsmark en Ostvik.